# Яновський Сергій Михайлович
Сергій Михайлович Яновський (3 червня 1987, м. Мінськ, СРСР) — білоруський хокеїст, нападник. Виступає за «Юність» (Мінськ) у Вищій хокейній лізі.
Хокеєм займається з 1994 року, перший тренер — В.І. Кукушкін. Виступав за команди «Локомотив-2» (Ярославль), «Керамін» (Мінськ), ХК «Брест», «Хімволокно» (Могильов), «Німан» (Гродно).
У складі юніорської збірної Білорусі учасник чемпіонату світу 2004.
Досягнення
- Чемпіон Білорусі (2010, 2011)
- Володар Кубка Білорусі (2009, 2010).